# Cantonul Rians
Cantonul Rians este un canton din arondismentul Brignoles, departamentul Var, regiunea Provence-Alpes-Côte d'Azur, Franța.

## Comune
- Artigues
- Ginasservis
- La Verdière
- Rians (reședință)
- Saint-Julien
- Vinon-sur-Verdon